# Rui Miguel Nabeiro
Rui Miguel Nabeiro (Rui Miguel do Rosário Nabeiro, Lisboa, 23 de Janeiro de 1979), é um gestor e empresário português.
É Diretor executivo do Grupo Nabeiro-Delta Cafés e Presidente da Câmara do Comercio e Indústria Portuguesa.  

## Biografia

### Educação
Rui Miguel Nabeiro é Licenciado em Gestão de Empresas e Mestre em Gestão Aplicada pela Universidade Católica Portuguesa. Tem realizado diversas formações complementares ao longo do seu percurso, nomeadamente o Mestrado em Administração de Empresas pela Universidade Católica Portuguesa e a Pós-Graduação em Gestão Avançada pela Kellogg School of Management.

### Cronologia: Formações
- 2020 – Mestrado em Gestão Aplicada pela Universidade Católica Portuguesa
- 2014 – Mestrado em Administração de Empresas - Universidade Católica Portuguesa
- 2010 – Pós-Graduação em Gestão Avançada - Kellogg School of Management, Northwestern University
- 2007 – Programa de Gestão de Recursos Humanos para Executivos – Universidade Católica Portuguesa
- 2005 – Programa de Marketing para Executivos – Universidade Católica Portuguesa
- 2003 – Licenciatura em Gestão na Universidade Católica Portuguesa de Lisboa
- 1994 - 1997 – Frequência no Ensino Secundário nos Salesianos de Lisboa

Conhecimentos/formações complementares:
- EU Public Speaking 2017 Madrid, YPO
- 2017 - Workshop sobre liderança - Rockefeller Habits, YPO
- Curso de programação em Flash pela NHK-Portugal
- 2008 – Formação de cata de café, Associação Comercial de Santos, Brasil
- 2004 - Curso de Formação na área de Equipamento Hoteleiro na Brasília – Itália

### Percurso Profissional
Nasceu em Lisboa, mas esteve toda a sua vida rodeado de café, em Campo Maior, ligado ao negócio de família desde muito jovem, testemunhou a importância de construir uma relação próxima com os clientes, pelo exemplo do seu avô Rui Nabeiro.
Com competências nas áreas da Gestão, Marketing, Liderança, Recursos Humanos, a sua carreira profissional tem início em 2003, ano em que termina a licenciatura e ingressa num estágio na Coprocafé – Ibéria, na área de Trading e Controlo de Qualidade, com uma incursão ao Vietname, passando posteriormente por um estágio no Grupo Brasília, em Itália, e na Volcafe em Winterthur, Suíça.
De regresso a Portugal, aos 22 anos Rui Miguel Nabeiro integra a Direção de Marketing da Delta Cafés, em Campo Maior, como parte da sua integração ao negócio. Como administrador, lançou vários projetos de marketing, incluindo o desenvolvimento do site da empresa e estratégia digital, antes de passar para uma posição de liderança em vendas na capital de Portugal, Lisboa.
No seu percurso dentro do Grupo Nabeiro destacam-se a introdução de novas categorias no portfolio do Grupo, a aposta em Inovação, Distribuição Moderna e Automática, Retalho, e a acentuada expansão da área Internacional. Nos últimos anos, a empresa continuou a sua expansão, através da criação de operações diretas em alguns países como Espanha, França, Luxemburgo, Suíça, e iniciando a sua operação em outros como Brasil, Dubai e China, enquanto exportava para outros, nomeadamente no continente americano. Tem como ambição fazer chegar a marca Delta ao top 10 no mercado internacional de café.
Foi ainda responsável pelo lançamento do sistema exclusivo de máquinas e cápsulas de café expresso, Delta Q em 2006. Em 2017 liderou o processo de desenvolvimento do sistema de extração de café Rise – Reverse Injection System – e posteriormente, em 2022, o lançamento da primeira máquina doméstica com o sistema RISE incorporado numa parceria com o designer francês Philippe Starck.
Rui Miguel Nabeiro assume o cargo de CEO do Grupo Nabeiro-Delta Cafés em 2021, Grupo que conta com mais de 30 empresas distribuídas por vários sectores mantendo o café como atividade principal. Presente em mais de 40 países e com cerca de 3 800 colaboradores, o Grupo detém a maior torrefação de café da Península Ibérica. Já sob a liderança de Rui Miguel Nabeiro, foi reforçada a estratégia global do Grupo Nabeiro alicerçada em quatro pilares de crescimento, Internacionalização, Sustentabilidade, Diversificação e Inovação.
Em 2022, é eleito Presidente da Câmara do Comercio e Indústria Portuguesa, onde tem como objetivo promover um modelo de competitividade crescente para o país, assente na construção de marcas fortes enquanto pilar fundamental da criação de valor para a economia e para a sociedade.
Cronologia | Percurso profissional:
- Março de 2022 (mandato 4 anos) – Presidente da Camara do Comercio e Indústria Portuguesa
- 2013 a 2022 – Presidente da Associação Industrial e Comercial do Café
- Setembro 2021 – CEO Grupo Nabeiro
- Janeiro 2011 – Administrador do Grupo Nabeiro-Delta Cafés
- Abril 2005 a Janeiro 2011 - Direcção Comercial e Marketing do Grupo Nabeiro-Delta Cafés
- Fevereiro 2004 a Mar. 2005 – Direcção de Marketing Delta Cafés, Campo Maior
- Janeiro 2004 – Estágio na Volcafé em Wintherthur – Suíça
- Dezembro 2003 – Estágio no Grupo Brasília, Itália
- Setembro a Outubro 2003 - Estágio na Coprocafé – Ibérica, na área de Trading e Controlo de qualidade, com uma incursão ao Vietname.

## Distinções
- Prémio Cinco Estrelas na categoria Líder Empresarial, 2022, pela Five Stars Consulting
- 1º Lugar – Ranking de Reputação Merco Líderes Portugal 2021 e 2022
- Prémio CEO DCH 2020 a la Excelencia en la Dirección de Personas, pela Organización Internacional de Directivos de Capital Humano
- Melhor CEO em Liderança Organizacional do Ano 2020, pela Best Team Leaders
- Melhor CEO empresa de capital 100% português do Ano 2019, pela Best Team Leaders
- Personalidade do Ano 2019 Prémios Mercúrio
- Marketeer do Ano 2018 e 2022 pela Revista Marketeer
- Personalidade do Ano 2017 da Revista Human Resources
- Figura do Ano na Produção 2012 pela Revista Distribuição Hoje
- Master da Distribuição/Personalidade do Ano 2012 e 2022 pela Revista Distribuição Hoje
- Nomeado internacionalmente na categoria de The RSM International Entrepreneur of the year Awards nos European Business Awards 2010

## Desempenho de cargos em associações e outros
- Presidente da Câmara de Comércio e Indústria Portuguesa (CCIP)
- Presidente da Associação Industrial e Comercial de Café (AICC)
- Presidente da International Coffee Partners (ICP)
- Membro da Associação Business Roundtable Portugal (BRP)
- Membro do Conselho Fiscal da GS1 Portugal
- Membro da Young Presidents Organization (YPO)
- Membro do Conselho de Administração da EMBOPAR, Embalagens De Portugal, Sgps, S.A
- Membro da Direção da Associação Portuguesa de Anunciantes (APAN)
- Conselho Editorial da Marketeer
- Empower Brands Community
- Membro da Chief Portugal Officers (CPO)
- Direção - Startup Lisboa
- Membro da Câmara de Comércio e Indústria Luso-Espanhola (CCILE)
- Membro da Netmentora
- Membro do Conselho Geral da Universidade de Évora

## Publicações
- FUTURO É HOJE, Chief Portugal Officers (CPO)
- FLOW, Ricardo Fortes da Costa (Prefácio)
- MARKETING PERFORMANCE, Pedro Celeste (Prefácio)
- 67 VOZES POR PORTUGAL: A GRANDE OPORTUNIDADE, vários autores (Capítulo)

## Vida pessoal
Nascido em Lisboa, passou a sua infância entre a capital e Campo Maior, tendo realizado a sua formação em Lisboa. Tem 2 filhos e 1 filha. 